# Багат ан Керси
Багат ан Керси (фр. Bagat-en-Quercy) насеље је и општина у јужној Француској у региону Миди Пирене, у департману Лот која припада префектури Каор.
По подацима из 2011. године у општини је живело 198 становника, а густина насељености је износила 11,91 становника/km². Општина се простире на површини од 16,63 km². Налази се на средњој надморској висини од 265 метара (максималној 302 m, а минималној 173 m).

## Демографија
| 1962. | 1968. | 1975. | 1982. | 1990. | 1999. | 2011. |
| ----- | ----- | ----- | ----- | ----- | ----- | ----- |
| 129   | 182   | 198   | 211   | 186   | 192   | 198   |

График промене броја становника у току последњих година